# 浅井丸留子
浅井 丸留子（朝居 丸子、あさい まるこ、1891年(明治24年)4月25日 - 1974年(昭和49年)1月16日）は、日本の女性歌手。
大正から昭和にかけてうぐいす芸者歌手、俗曲歌手として活動した。

## 経歴
1891年(明治24年)4月25日、東京都で生まれる。本名、浅井 益代。日本橋で芸者になり、実業家で劇作家の益田太郎冠者に寵愛された。
1917年（大正6年)、益田太郎冠者が手掛けた浅草オペラ『おてくさん』を益田との共唱で発売したことから「おてくさん」の愛称で親しまれるようになる。同年、後の「コロッケの唄」となる『コロッケー』を発売。
昭和初期には朝居 丸子と改名し、ビクターやコロムビア、キングレコード、ヒコーキ、オリエントなど各社に録音、レコード発売。戦後は浅井 丸留子と名乗り、『梅ケ枝節』などの俗曲をコロムビアでレコーディングした。
昭和20年代には小唄浅井派を設立、家元となった。1971年（昭和46年)、著書『浅井丸留子・歌一と筋』を出版。1974年(昭和49年)1月16日、死去。

## 代表曲
- 1917年(大正3年)『コロッケー』(コロッケの唄)
- 1928年(昭和3年)『女の一生』『高速度油屋十人斬』『モガモボ・ソング』
- 1930年(昭和5年)『養老小唄』『南蛮音頭』

## 参考
- https://ameblo.jp/asakusaopera-peragoro/entry-12464721779.html
- http://blog.livedoor.jp/melody1964/archives/51609485.html